# Charpentry
Charpentry är en kommun i departementet Meuse i regionen Grand Est (tidigare regionen Lorraine) i nordöstra Frankrike. Kommunen ligger i kantonen Varennes-en-Argonne som tillhör arrondissementet Verdun. År 2022 hade Charpentry 23 invånare.

## Befolkningsutveckling
Antalet invånare i kommunen Charpentry
| Referens: INSEE |